# Michael Cornelius O’Neill
Michael Cornelius O’Neill (* 15. Februar 1898 in Kemptville, Ontario, Kanada; † 10. Juni 1983 in Regina, Saskatchewan) war ein kanadischer Geistlicher und römisch-katholischer Erzbischof von Regina.

## Leben
Michael Cornelius O’Neill besuchte das St. Michael’s College in Toronto. Er studierte Philosophie und Katholische Theologie am St. Augustine’s Seminary in Edmonton. O’Neill empfing am 21. Dezember 1927 das Sakrament der Priesterweihe.
Anschließend war Michael Cornelius O’Neill am Priesterseminar in Edmonton tätig. Von 1939 bis 1946 diente er als Militärkaplan bei den Kanadischen Streitkräften. O’Neill wurde 1946 Rektor der Kathedralbasilika St. Josef in Edmonton.
Am 4. Dezember 1947 ernannte ihn Papst Pius XII. zum Erzbischof von Regina. Der Erzbischof von Toronto, James Charles Kardinal McGuigan, spendete ihm am 14. April 1948 die Bischofsweihe; Mitkonsekratoren waren der Erzbischof von Edmonton, John Hugh MacDonald, und der Erzbischof von Québec, Maurice Roy. Die Amtseinführung erfolgte am 21. April desselben Jahres.
O’Neill nahm an allen vier Sitzungsperioden des Zweiten Vatikanischen Konzils teil. Am 26. September 1973 nahm Papst Paul VI. das von Michael Cornelius O’Neill vorgebrachte Rücktrittsgesuch an.